# William Girdler
William Brent Girdler (* 22. Oktober 1947 in Louisville, Jefferson County, Kentucky; † 21. Januar 1978 in Manila, Philippinen) war ein US-amerikanischer Filmregisseur, Drehbuchautor und Filmproduzent, der vor allem für seine trashigen Horror- und Science-Fiction-Filme der 1970er Jahre bekannt wurde, darunter Grizzly, Panik in der Sierra Nova oder Der Manitou.

## Leben und Karriere
William Girdler, geboren 1947 in Louisville, Jefferson County, im Bundesstaat Kentucky, war bereits in seiner Kindheit ein großer Filmenthusiast. Im Alter von nur fünf Jahren experimentierte er mit der ersten Filmkamera herum und sollte diese technischen Handwerkszeuge zu Lebzeiten auch nur noch selten aus der Hand legen. So entstanden in der Jugendzeit bereits die ersten Filmaufnahmen. Nach der High School leistete er zuerst seinen Dienst in der U.S. Air Force ab, wo er sich die professionellen Grundlagen des Filmemachens, bei Dokumentarfilmen und pädagogische Kurzfilmen aneignete. Danach gründete er seine eigene Produktionsfirma namens Studio One Productions in seiner Heimatstadt Louisville. Girdler begann damit TV-Spots für lokale Geschäftsleute zu drehen und bat sie darum ihn bei der Herstellung von Spielfilmen finanziell zu unterstützen. Neben der Arbeit an den eigenen Drehbüchern, schrieb er für drei seiner Filme auch selbst die Musik.
Zu seinen frühen Filmen zählen Asylum of Satan (1972), Three on a Meathook (1973), The Zebra Killer (1974), Abby (1974) und Sheba Baby (1975).
Nach dem überragenden kommerziellen Erfolg von Steven Spielbergs Horror-Klassiker Der weiße Hai an den Kinokassen im Jahre 1975, sprang Girdler auf diesen Erfolgstrend auf und legte 1976 mit Grizzly einen eigenen Boxoffice Hit hin, der die Produktionskosten des Films um ein Vielfaches wieder einspielte. In den Hauptrollen sah man Christopher George, Andrew Prine und Richard Jaeckel. Noch im selben Jahr entstand Projekt Kill – Ein Mann will raus, ein Action-Drama mit Leslie Nielsen, Gary Lockwood und Nancy Kwan.
1977 drehte er den Science-Fiction-Film Panik in der Sierra Nova in der Besetzung Christopher George, Leslie Nielsen, Lynda Day George und Richard Jaeckel. Girdler vertraute seinen Schauspielern und ließ ihnen viele Freiheiten. Häufig verpflichtete er bewährte Darsteller, mit denen er bereits gearbeitet hatte. 1978 inszenierte und produzierte er den Horrorfilm Der Manitou nach seinem eigenen Drehbuch. Tony Curtis konnte er für die Hauptrolle gewinnen. Erneut griff er auf den Komponisten Lalo Schifrin zurück, der bereits die Musik für Panik in der Sierra Nova geschrieben hatte.
Als neue Drehorte für sein nächstes Filmprojekt Die Overlords auf den Philippinen gesucht wurden, stieg er mit der Kamera selbst in den Hubschrauber. Bei einem Tiefflug über Manila verfingen sich die Rotorblätter in Stromleitungen und der Hubschrauber stürzte ab. Der Pilot und Girdler kamen dabei ums Leben. William Girdler starb am 21. Januar 1978. Er wurde nur 30 Jahre alt.

## Filmografie (Auswahl)

### Filmregisseur
- 1972: Asylum of Satan
- 1973: Three on a Meathook
- 1974: The Zebra Killer
- 1974: Abby
- 1975: Sheba Baby (Sheba, Baby)
- 1976: Grizzly
- 1976: Projekt Kill – Ein Mann will raus (Project: Kill)
- 1977: Panik in der Sierra Nova (Day of the Animals)
- 1978: Der Manitou (The Manitou)

### Drehbuchautor (Auswahl)
- 1972: Asylum of Satan
- 1973: Three on a Meathook
- 1974: The Zebra Killer
- 1974: Abby
- 1975: Sheba Baby (Sheba, Baby)
- 1978: Der Manitou (The Manitou)

### Filmproduzent
- 1974: Abby
- 1978: Der Manitou (The Manitou)